# Уитакер, Дэвид
Дэвид Уитакер (англ. David Whitaker; род. 18 апреля 1928, Небворт, Англия, Великобритания — 4 февраля 1980, Лондон, Великобритания) — британский писатель и телевизионный сценарист, известный по работе над сериалом «Доктор Кто». Работал редактором сценариев сериала с первого эпизода «Неземной ребёнок» 1963 года по финальный эпизод серии «Вторжение далеков на Землю» 1964 года.
Помимо создания нескольких серий для «Доктор Кто», создал несколько новеллизаций историй того же сериала.

## Биография и карьера
Уитакер родился в Небворте, графстве Хартфордшир, Англии.
Работал сценаристом, актером и режиссером в Йоркской репертуарной группе. Затем, работал на Би-би-си с 1962 года над двумя программами, прежде чем получил должность редактора сценариев для нового сериала «Доктор Кто». Для последнего он написал 8 серий (с разным количеством эпизодов) в период с 1963 по 1970; к числу его запомнившихся фанатам работ принадлежат истории «Крестовый поход (Доктор Кто)», «Энергия далеков», «Зло далеков», «Враг мира», «Колесо в космосе» (совместно с Китом Педлером). Спустя год Уитакер покинул пост редактора сценариев, так как не думал, что сериал вообще сможет долго транслироваться.
В последующие годы он создал несколько новеллизаций своих и чужих историй из сериала.
С 1966 по 1968 год Уитакер был председателем Гильдии писателей Великобритании. Он переехал в Австралию в 1970-х годах и участвовал в сериалах «Убийство», «Бродяга» и «Мальчик-слон», затем вернулся в Великобританию.
Проходил лечение от рака до своей смерти в 1980 году в Лондоне, Великобритания.

## Сценарист
| Произведение | Эпизоды | Год                                                     | Телеканал |
| ------------ | --- | ------------------------------------------------------- | --------- |
| «Доктор Кто» | - «Грань уничтожения» - «Спасение (Доктор Кто)» - «Крестовый поход (Доктор Кто)» - «Энергия далеков» (частично переписана Деннисом Спунером) - «Зло далеков» - «Враг мира» (частично переписана Бэрри Леттсом и Дэрриком Шервином) - «Колесо в космосе» (в соавторстве с Китом Педлером) - «Послы смерти» (частично переписана Терренсом Диксом, Трэвором Рэем и Малкольмом Хьюлком) | - 1963 - 1964 - 1965 - 1966 - 1967 - 1968 - 1968 - 1970 | BBC One   |